# 小行星6169
小行星6169（英語：6169 Sashakrot）是一颗围绕太阳公转的小行星。1981年3月2日，舒爾特·巴斯在赛丁泉山发现了此天体。
这颗小行星的绝对星等为116.7597415257556等。